# Anurophorus koreanus
Anurophorus koreanus är en urinsektsart som beskrevs av Potapov 1997. Anurophorus koreanus ingår i släktet Anurophorus och familjen Isotomidae. Inga underarter finns listade i Catalogue of Life.